# Helmar Lerski

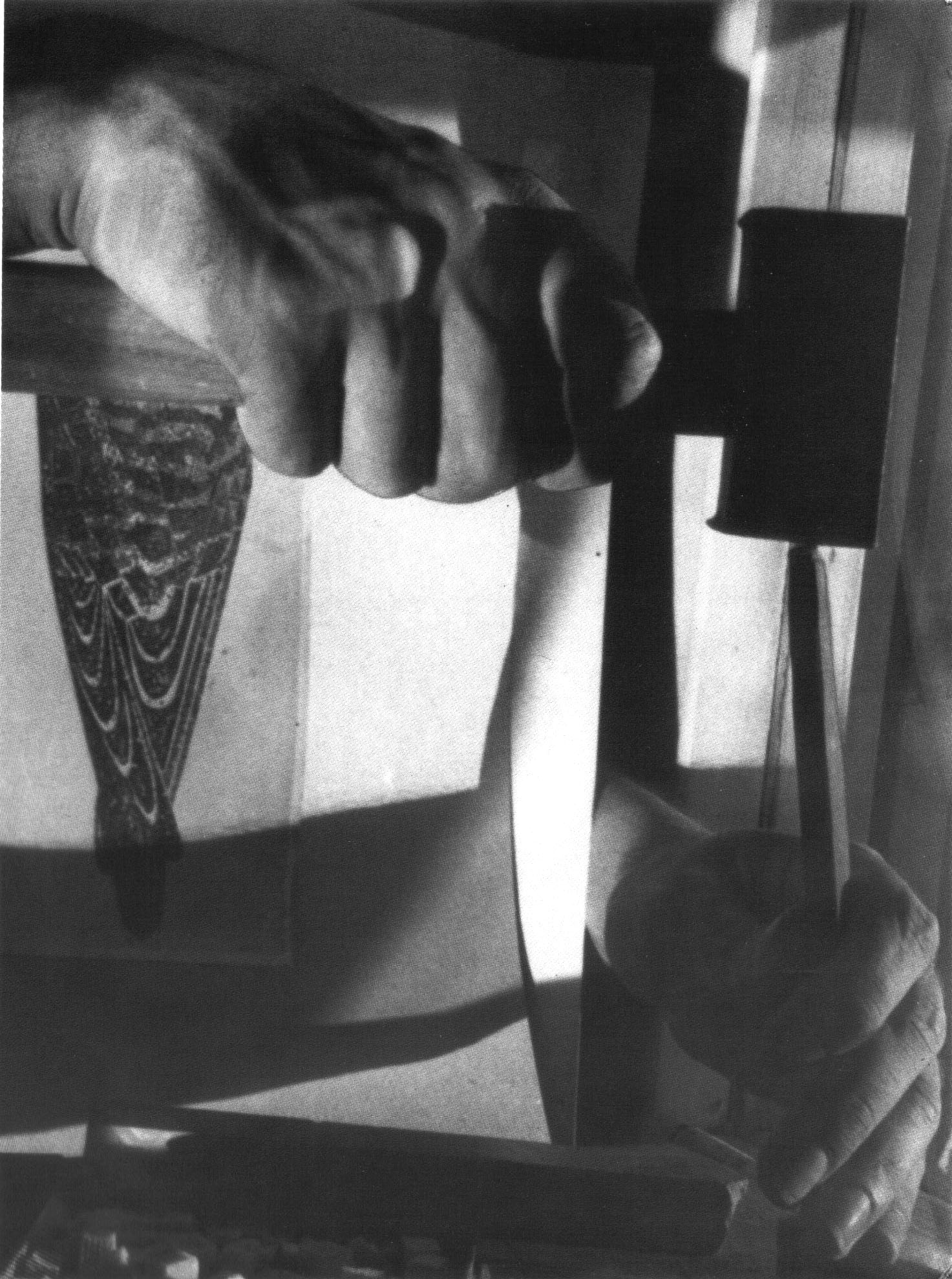
Lidské ruce, 1933-1940

Helmar Lerski (18. ledna 1871, Štrasburk – 19. srpna 1956, Curych) byl fotograf, který stál u zrodu moderní fotografie. Řadí se do světové meziválečné avantgardy jako zástupce německé Nové věcnosti (Neue Sachlichkeit) společně s umělci jako byli Karl Blossfeldt, Albert Renger-Patzsch, August Sander a Walter Peterhans. Tato skupina představovala nový směr, kterým se vydala fotografie v Evropě - tzv. nemanipulovaná fotografie. Jeho dílo je známé v USA, Německu, Izraeli a Švýcarsku. Specializoval se především na portréty a techniku fotografování se zrcadly.

## Život
Jeho původní jméno bylo Israel Schmuklerski. Jeho rodina se přestěhovala roku 1876 do Curychu ve Švýcarsku, kde získala 28. srpna 1887 švýcarské občanství. V roce 1888 Lerski emigroval do Spojených států, kde pracoval jako herec. Okolo roku 1910 začal pracovat jako fotograf. Roku 1915 se vrátil zpět do Evropy a pracoval jako kameraman a odborník na speciální efekty na mnoha filmech jako například Metropolis Fritze Langea. Na konci dvacátých let si udělal jméno jako avantgardní portrétní fotograf.
Roku 1932 emigroval se svou druhou ženou do Palestiny, kde pokračoval ve fotografické práci, kameramana a filmového režiséra. 22. března roku 1948 opustil Palestinu a odcestoval zpátky do Zurichu.

## Fotografická díla
- Série Köpfe des Alltags: 1928 – 1930, publikováno roku 1931
- Série Metamorphosen: 1936, publikováno roku 1982

## Publikace
- 1905: Lebt die Liebe! (s E. F. Ruedebuschem)
- 1930: Die Photographie ist eine große Sache
- 1931: Köpfe des Alltags, Berlin: Verlag Hermann Rockendorf
- 1953: Ich schreibe mit Licht
- 1958: Der Mensch – Mein Bruder (vydal Anneliese Lerski)
- 1982: Verwandlungen durch Licht. Metamorphosis Through Light (vydání Ute Eskildsen)

- Ebner, F.: Metamorphosen des Gesichts. Die "Verwandlungen durch Licht" von Helmar Lerski. Steidl Verlag, Göttingen 2002. ISBN 3-88243-808-8.
- Eskildsen, U. (ed.); Lerski, H.: Verwandlungen durch Licht. Metamorphosis through Light, Freren: Luca, 1982.
- Eskildsen, U.; Horak, J.-C.: Helma Lerski, Lichtbildner. Fotografien und Filme 1910-1947, Folkwang Essen 1982.

## Filmografie
| - 1916: Peter Lump - 1916: Rosa kann alles - 1916: Die Gräfin Heyers - 1916: Entehrt - 1916: Im Bewußtsein der Schuld - 1917: Der Knute entflohen - 1917: Memoiren der Tragödin Thamar - 1917: Das Spitzentuch der Fürstin Wolkowska - 1917: Wenn Tote sprechen - 1917: Am Abgrund - 1917: Erloschene Augen. Tragödie eines blinden Kindes - 1917: Ahasver (3 Teile) - 1918: Der Taktstock Richard Wagners - 1918: Weg der Erlösung - 1918: Das Licht des Lebens - 1918: Der Mann im Monde - 1918: Rächende Liebe - 1918: Das große Opfer - 1918: Der Herr der Welt - 1918: Irrwege der Liebe | - 1918: Sei getreu bis in den Tod - 1918: Kassenrevision - 1919: Nerven - 1919: Opium - 1920: Durch alle Höllen - 1921/22: Kinder der Finsternis (2 Teile) - 1922: Sie und die Drei - 1922: Sterbende Völker (2 Teile) - 1922: Der falsche Dimitri - 1923: Inge Larsen - 1924: Das Wachsfigurenkabinett - 1925: Die Perücke - 1926: Die Abenteuer eines Zehnmarkscheines - 1926: Der heilige Berg - 1926: Dagfin - 1929: Sprengbagger 1010 - 1935: Hebräische Melodie (Hebrew Melody) - 1935: Avodah - 1941: Labour Palestine? - 1947: Baalam's Story |

## Galerie

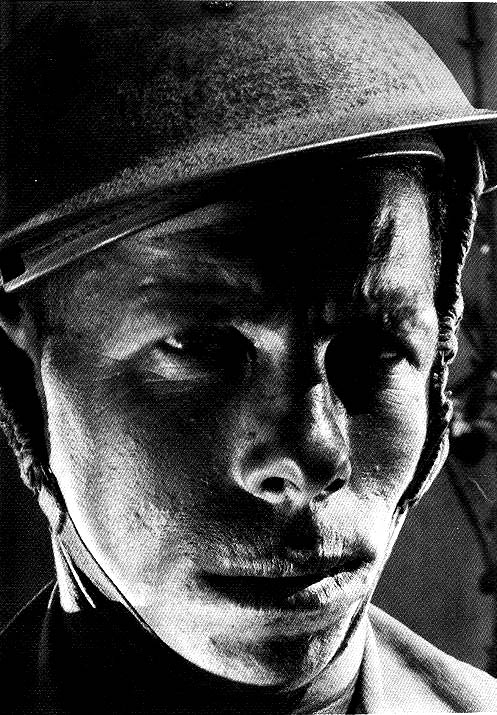
Z cyklu Židovští vojáci (1942-1943)
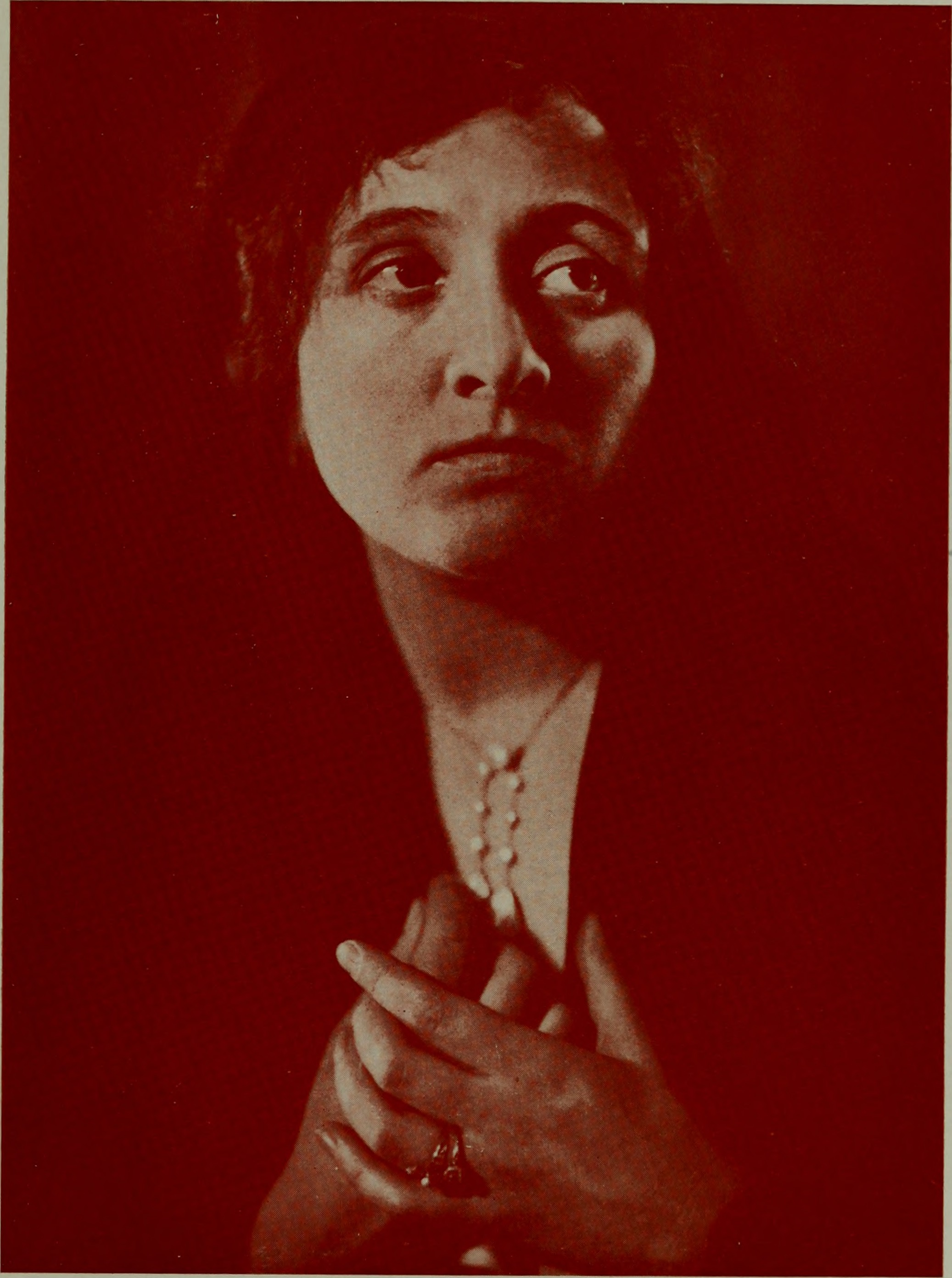
Fotografie otisknuta v The American annual of photography (1914)
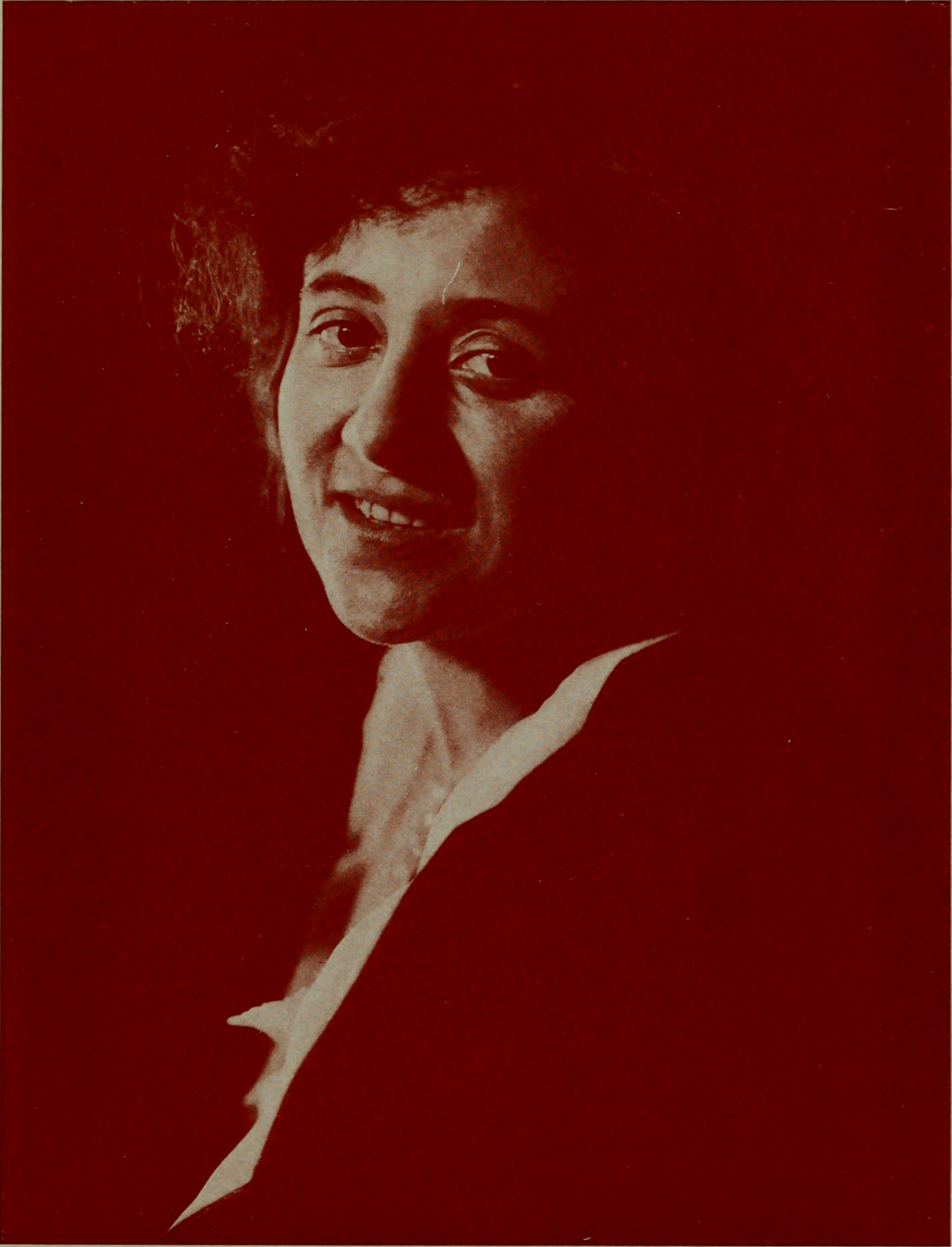
Fotografie otisknuta v The American annual of photography (1914)
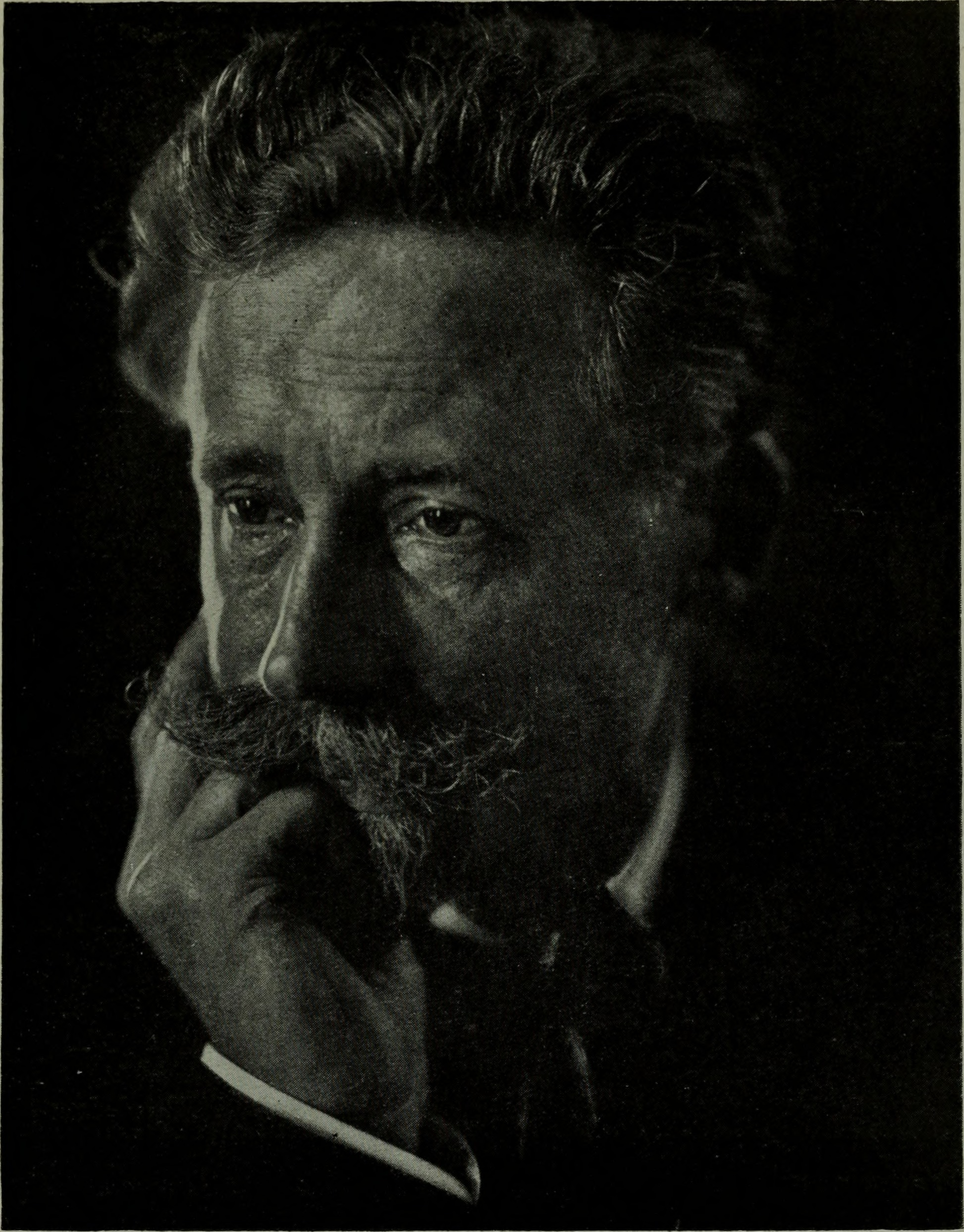
Fotografie otisknuta v The American annual of photography (1917)
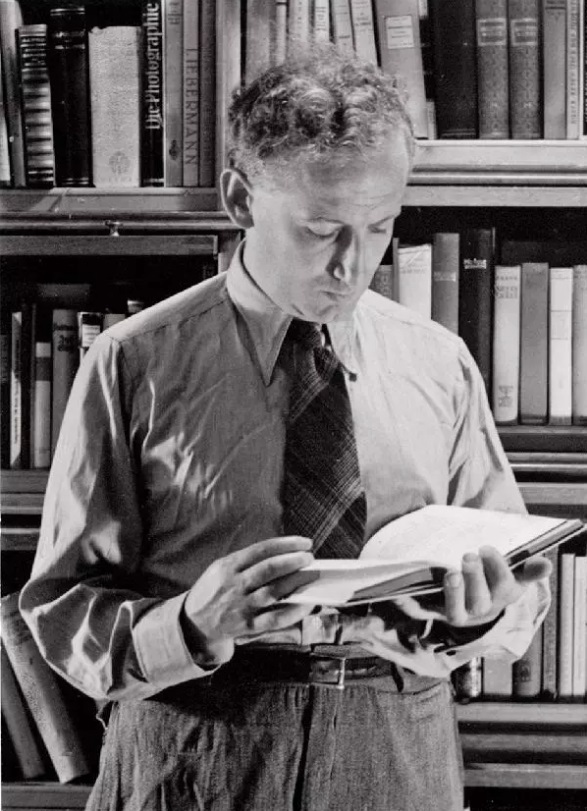
Fotograf Walter Zadek
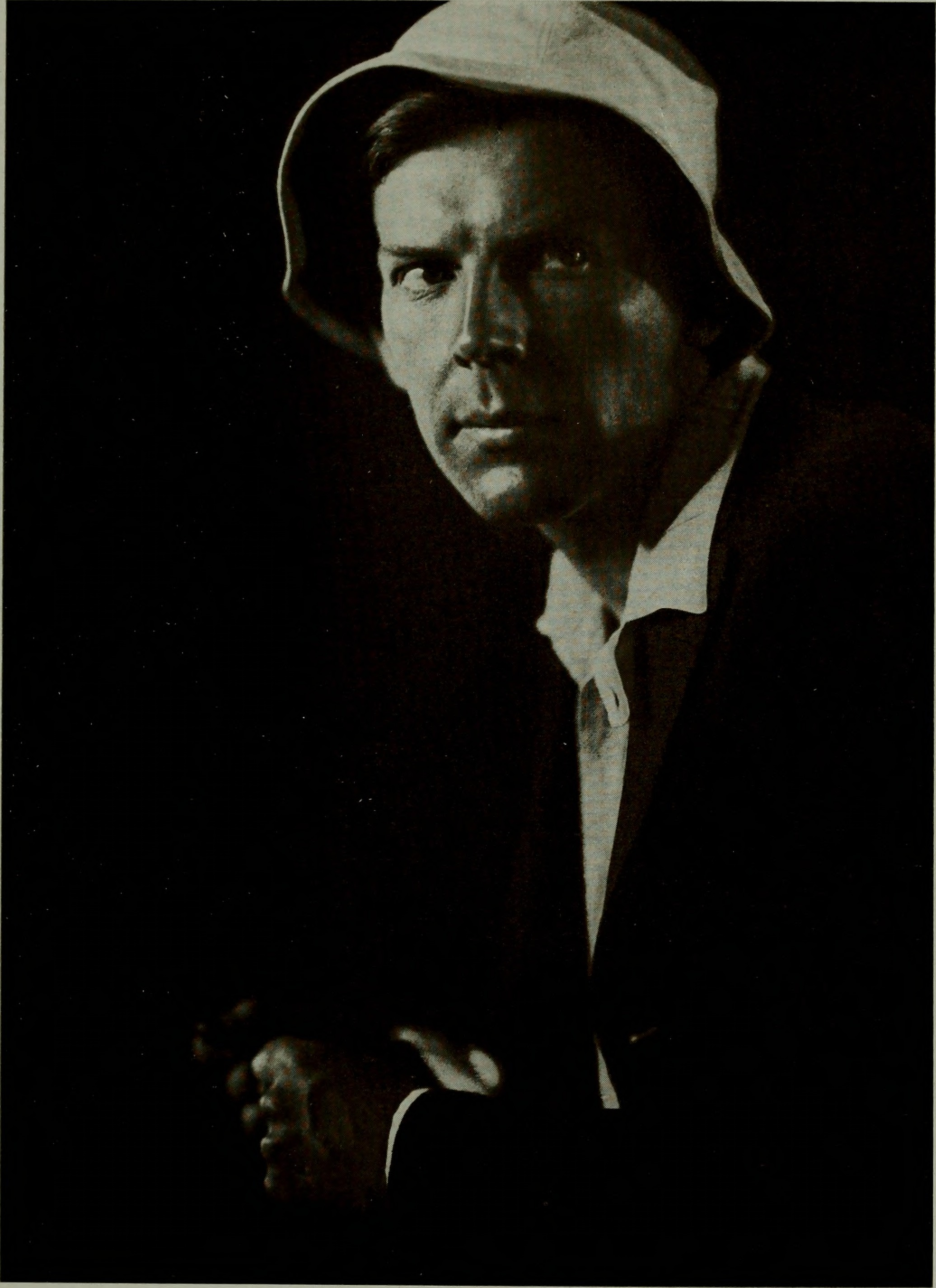
Fotografie otisknuta v The American annual of photography (1914)
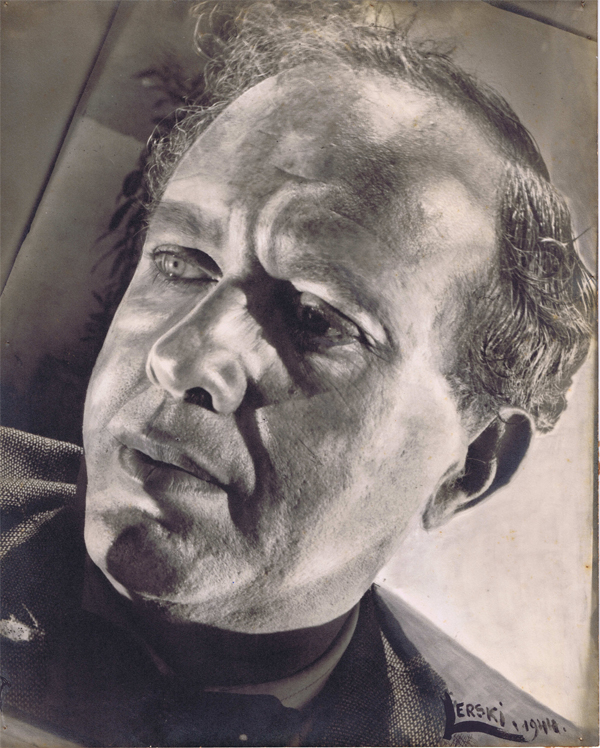
Mark Lavri
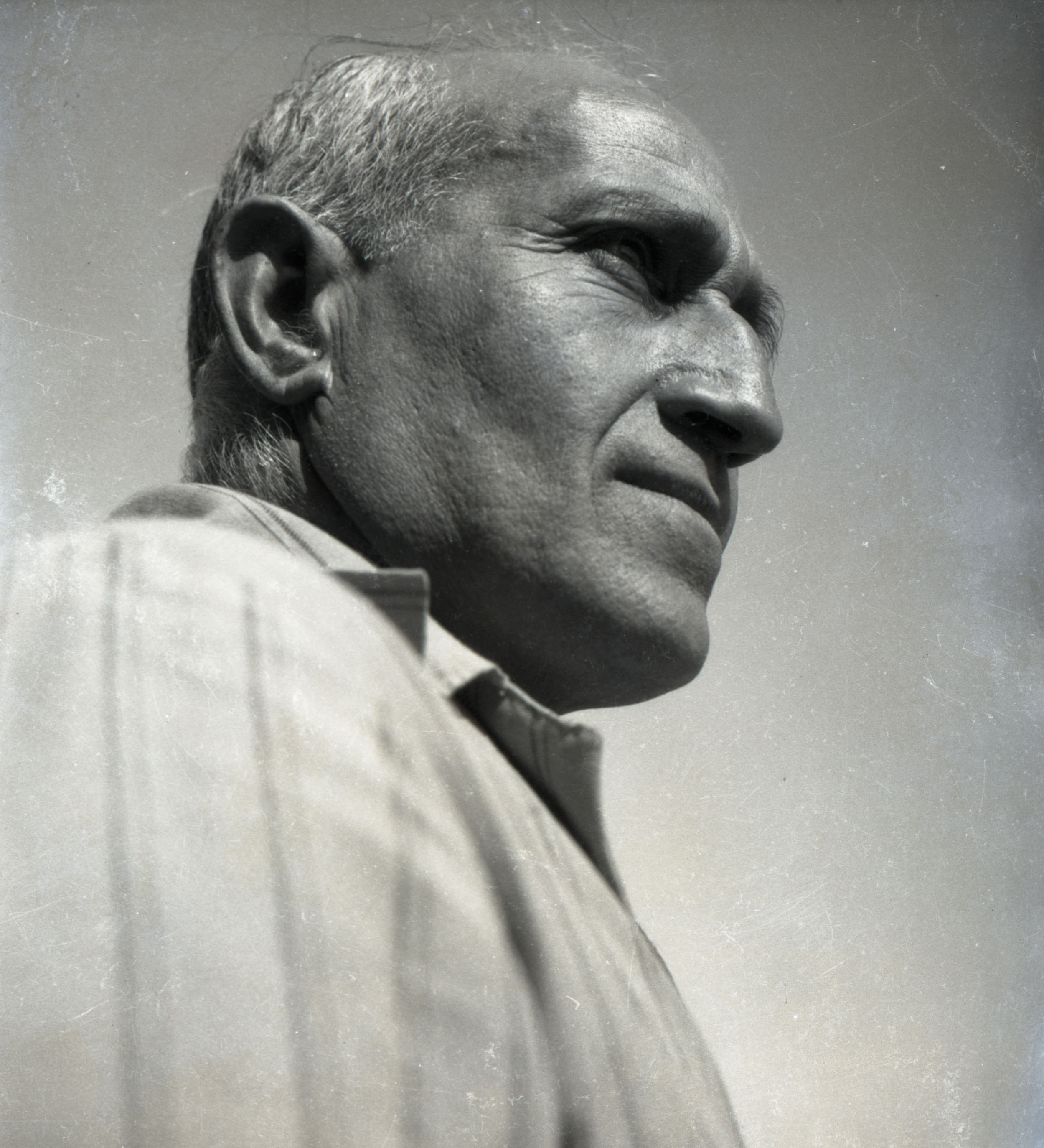
Avraham Schwadron